# بوو روبنسون
بوو روبنسون (بالإنجليزية: Boo Robinson)‏ هو لاعب كرة قدم أمريكية أمريكي، ولد في 5 أغسطس 1987 في مونرو في الولايات المتحدة.